# Tagbina
Tagbina (Bayan ng Tagbina) är en kommun i Filippinerna. Kommunen ligger på ön Mindanao, och tillhör provinsen Surigao del Sur. Folkmängden uppgår till 34 057 invånare.

## Barangayer
Tagbina är indelat i 25 barangayer.
| - Batunan - Carpenito - Doña Carmen - Hinagdanan - Kahayagan - Lago - Maglambing - Maglatab - Magsaysay - Malixi - Manambia - Osmeña - Poblacion | - Quezon - San Vicente - Santa Cruz - Santa Fe - Santa Juana - Santa Maria - Sayon - Soriano - Tagongon - Trinidad - Ugoban - Villaverde |